# Carlos Clark
Carlos R. Clark (ur. 10 sierpnia 1960 w Somerville) – amerykański koszykarz, występujący na pozycji rzucającego obrońcy, mistrz NBA z 1984 roku.

## Osiągnięcia
Na podstawie, o ile nie zaznaczono inaczej.
NCAA
- Uczestnik turnieju NCAA (1981)
- Mistrz turnieju konferencji Southeastern (SEC – 1981)
- Zaliczony do:
  - I składu:
    - konferencji SEC (1982, 1983)
    - turnieju konferencji SEC (1982)

  - składu All-America Honorable Mention (1982 przez Associated Press)
  - Galerii Sław Sportu uczelni Ole Miss (2001)
- Laureat wyróżnienia "SEC Basketball Legend" (2003)

NBA
- Mistrz NBA (1984)[2]
- Wicemistrz NBA (1985)[2]

Inne
- Mistrz:
  - USBL (1986)
  - CBA (1990)
- Wicemistrz WBL (1989, 1990)[3]
- Zdobywca Pucharu Belgii (1992)
- Zaliczony do:
  - I składu:
    - WBL (1988)[3]
    - defensywnego:
      - WBL (1989, 1990)[3]
      - CBA (1990)

  - II składu:
    - CBA (1987)
    - defensywnego CBA (1987)